# Yonderboi

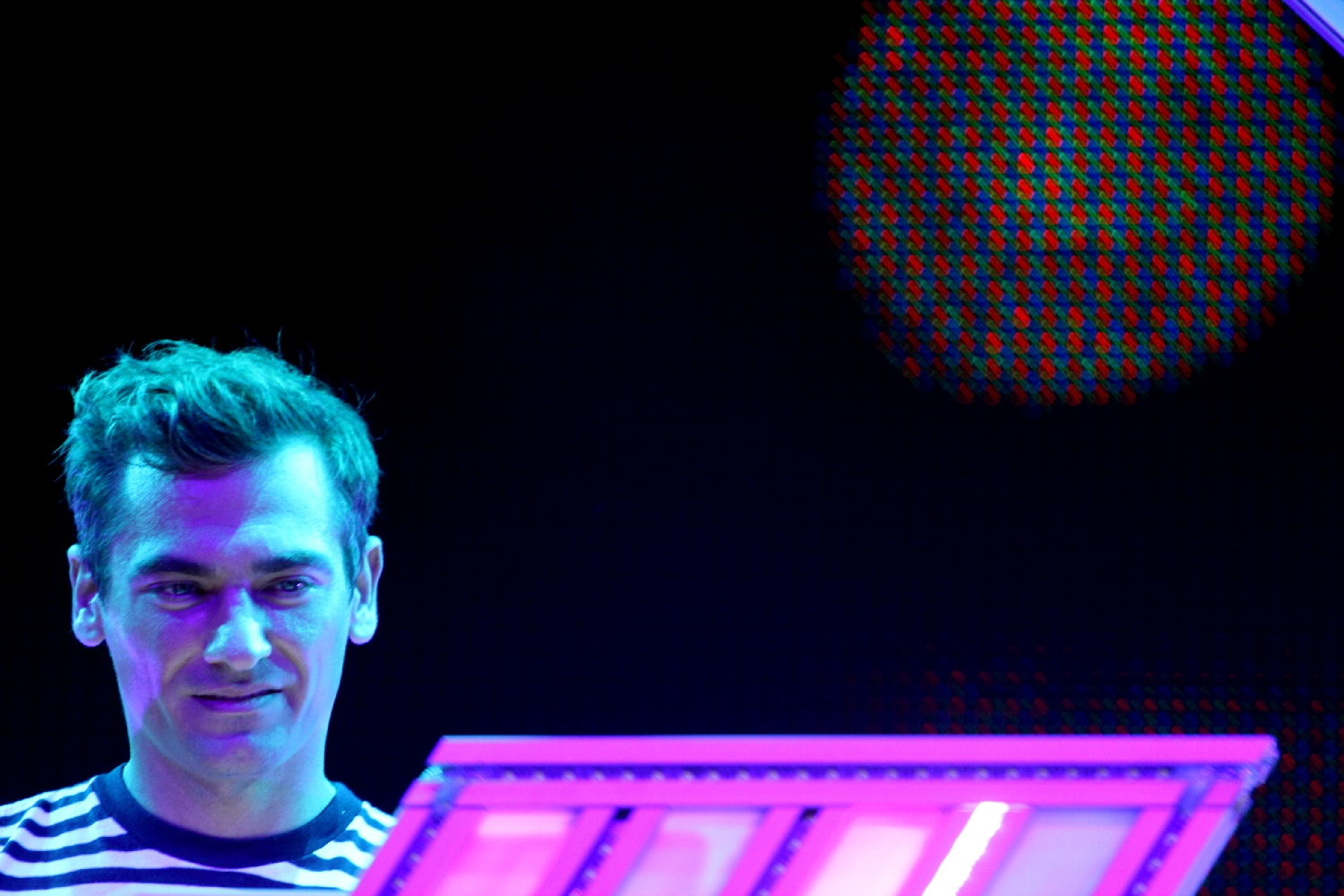
Yonderboi (2006)

Yonderboi (* 14. September 1980 als László Fogarasi Jun. in Kaposvár) ist ein ungarischer Musiker. Sein Künstlername ist von der Romanfigur Yonderboy aus Neuromancer abgeleitet.

## Leben
Fogarasi wuchs in der ungarischen Gemeinde Mernye auf, die 17 Kilometer nordöstlich der Stadt Kaposvár liegt. Als Jugendlicher hat er in der Mittelstufe für ein halbes Jahr klassischen Gitarrenunterricht bekommen. Sehr bald darauf wurde die Gitarre allerdings durch einen Computer mit einer Mono Soundkarte ersetzt, den er sich im Alter von 13 Jahren besorgte. Seine erste Demoaufnahme sandte er im Alter von 16 Jahren an die Plattenfirma Juice Records in Budapest. Kurz darauf erschien die EP „Cinnamon Kisses“.
Mit 18 zog er nach Budapest, wo er dann sein Erstlingswerk Shallow and Profound auf dem Label Mole Listening Pearls herausbrachte, welches ihm internationale Anerkennung einbrachte. Shallow and Profound ist eine Mischung aus den Stilen Downtempo, Trip-Hop, Lounge und Bar-Jazz der 1960er Jahre.
Wirkliche Bekanntheit erlangt er allerdings erst, als er in die Niederlande ging, um dort Musik zu machen. Dort trat er unter anderem am European Dance Event im Melkweg in Amsterdam im Oktober 2003, zum Noorderslagweekend 2006 in Huize Maas in Groningen und zur 50-Jahr-Feier der Europäischen Union im Ridderzaal am 24. März 2007 auf.
Eine Überarbeitung seiner letzten Auskopplung People Always Talk About the Weather von Junkie XL ist auf dem Soundtrack des Rennspiels Need for Speed: Carbon zu hören.

## Diskographie

### Alben
- 2000   Shallow and Profound
- 2001   Rough and Rare (inoffiziell)
- 2005   Splendid Isolation
- 2011   Passive Control

### Ausgekoppelte Werke
- 1998   Cinnamon Kisses EP
- 2000   Pabadam
- 2005   Were You Thinking of Me?
- 2006   People Always Talk About The Weather

## Videos
- 2001   Road Movie
- 2005   Were You Thinking of Me?
- 2006   People Always Talk About The Weather